# Карповка
Ка̀рповка (на руски: Карповка) е ръкав в делтата на река Нева в град Санкт Петербург, Русия.
Карповка се отделя от левия бряг на ръкава Болшая Невка, тече 3 km от изток на запад, разделяйки Петроградския от Аптекарския остров, и се влива в ръкава Крестовка. Ръкавът се пресича от 7 пътни моста. На десния му бряг е разположена санктпетербургската Ботаническа градина.